# Prunier de Cythère
Pour les articles homonymes, voir Prunier (homonymie).
Spondias dulcis · Évi, Zévi
Espèce
Classification phylogénétique
Le prunier de Cythère, ou pommier de Cythère ou encore arbre de Cythère, évi ou zévi en créole réunionnais (nom scientifique : Spondias dulcis, autrefois Spondias cythera), est une espèce de plantes à fleurs de la famille des Anacardiacées. C'est un arbre fruitier originaire de Polynésie et cultivé dans les pays tropicaux.

## Dénominations
Malgré son nom vernaculaire, cet arbre n'a aucun rapport avec les pruniers, pommiers, pêchers et autres arbres de la famille des Rosacées. Le nom de Cythère fait référence à l'île grecque où a été engendrée la déesse antique Aphrodite. En République Démocratique du Congo, il est appelé manga sende (mangue à épines). Au Cameroun, il est appelé Casi mango.

## Caractéristiques
Le prunier de Cythère est un arbre à feuilles caduques, composées pennées de 12 m de haut environ.
Le fruit est charnu (drupes) jaune-orangé, ovoïde, de 7 centimètres de long environ

## Classification
Dans la même famille que lui, celle des Anacardiacées, on trouve le manguier et l'anacardier, l'arbre qui donne la pomme de cajou et la noix de cajou.

## Utilisation

### Consommation des fruits
Appelé zévi à La Réunion, sakoua aux Comores ainsi qu'à Mayotte, vī tahiti (signifiant « mangue tahitienne ») en tahitien et prune de Cythère, prune cythère, pomme Cythère en Europe ou encore pomme citerne en Nouvelle-Calédonie. On retrouve également ce fruit entre autres en Afrique centrale, sous l’appellation de cassimango, précisément au Cameroun et au Gabon. En république démocratique du Congo, il est appelé Manga sende.  Dans la grande île de Madagascar, il est connu sous le nom de sakoa manga ou sakoagna. En Indonésie et en Malaisie, on l'appelle kedongdong. Au Cambodge, on le connaît sous le nom de /məkaʔ/ (ម្កាក់).
Le prunier de Cythère a une croissance très rapide et ses premiers fruits apparaissent après seulement trois ans. En général, les fruits tombent de la branche alors qu’ils sont encore verts et peuvent être consommés directement ou après quelques jours, sous différentes formes (crus, cuits, en confiture, en jus, séchés, ...).

La prune de Cythère contient environ 80 % d'eau et représente une très bonne source de vitamine C (environ 26 mg par 100 g), ainsi que de minéraux essentiels tels que le potassium, le calcium et le sodium. Pour ces raisons, elle est fréquemment pressée et son jus est très rafraîchissant. Elle peut également être découpée en lamelles et trempée dans du vinaigre.

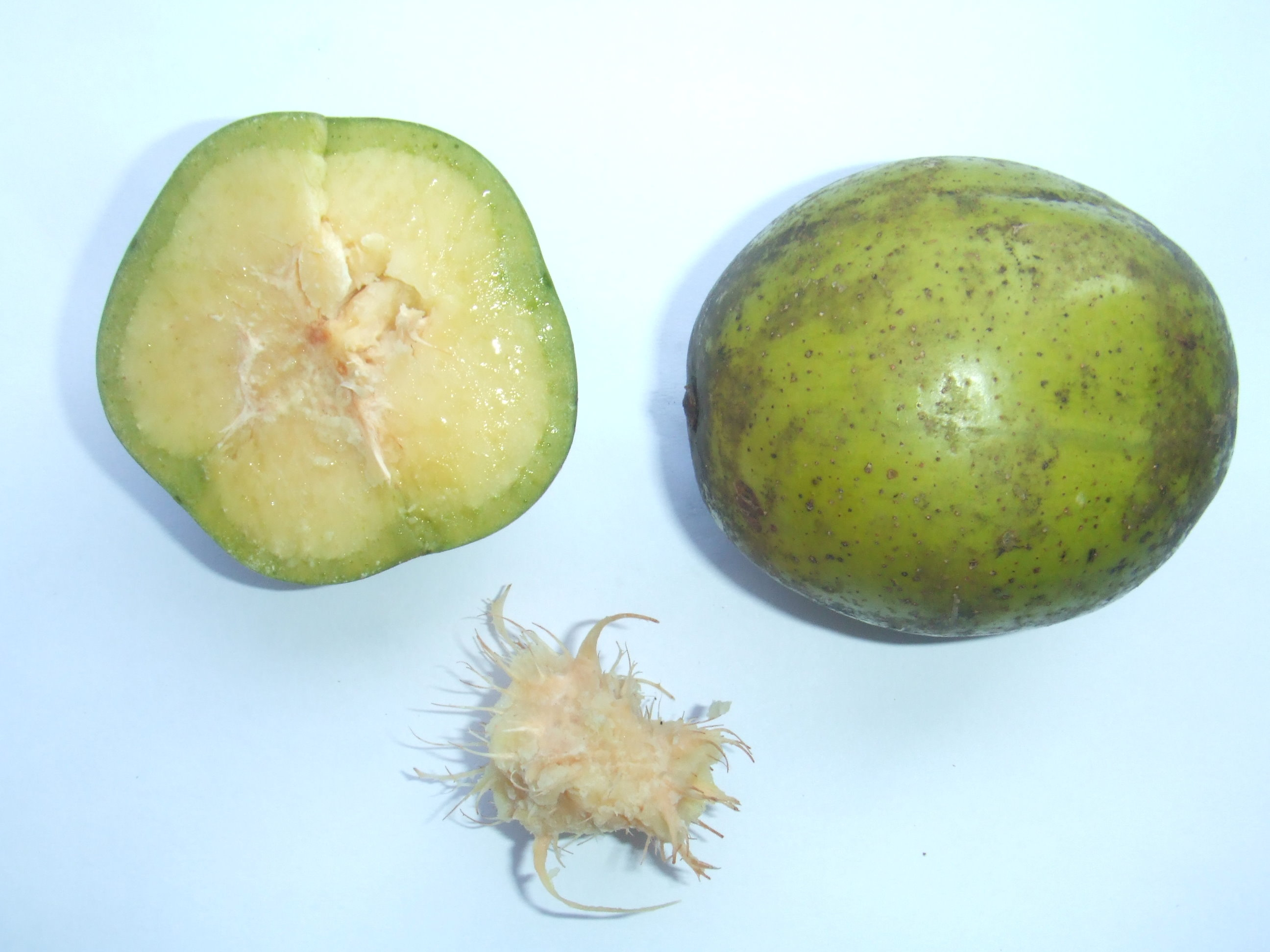
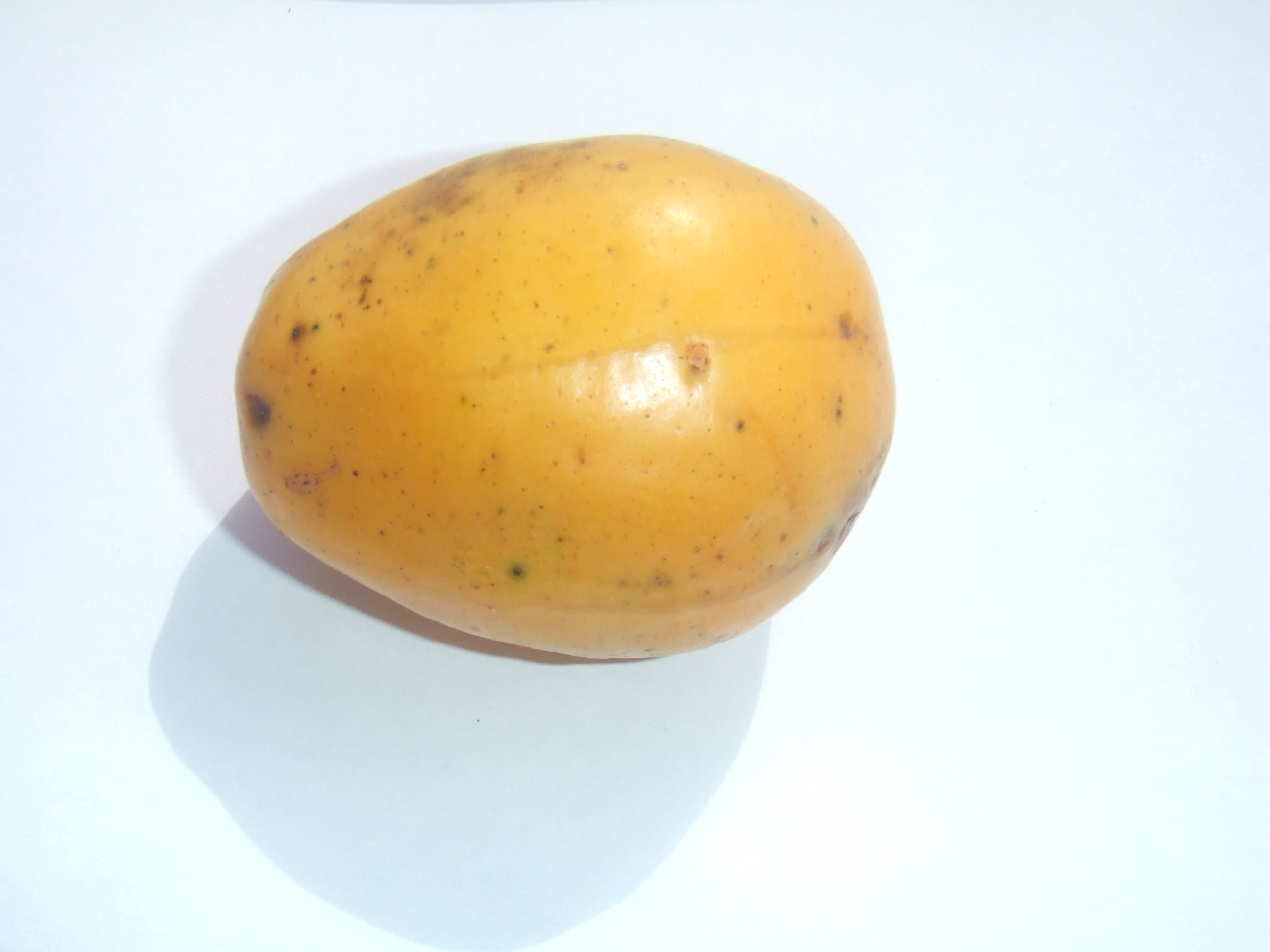

Il possède un système racinaire, constitué notamment de racines horizontales affleurantes extrêmement puissantes et capables d'endommager les habitations desquelles il serait planté trop près.